# Schwer Fittings
Schwer Fittings ist ein Hersteller von Verschraubungen, Kugelhähnen, Ventilen, Armaturen, Rohren und Schläuchen aus Edelstahl.
Die Verschraubungskomponenten sind überwiegend für gasförmige und fluidische Anwendungen vorgesehen.
Das familiengeführte Unternehmen mit Sitz in Denkingen in Baden-Württemberg hat 18 Tochterfirmen in 18 Ländern und vier weitere Verkaufsbüros in Deutschland. 2011 beschäftigte der Konzern rund 250 Mitarbeiter, davon 100 am Standort Denkingen; drei Jahre später waren es 280. 2023 sind es 400 Mitarbeiter.

## Geschichte
Die Ursprünge des Unternehmens gehen zurück auf die 1938 von Hans Schwer und Erwin Weber gründeten Firma Schwer & Weber in Gosheim auf der Schwäbischen Alb, die Muttern für die Flugzeugindustrie fertigte. Nach Ende des Zweiten Weltkriegs wurden die Produktionsanlagen von der französischen Besatzungsmacht beschlagnahmt; das Unternehmen wurde 1945 aufgelöst.
Im gleichen oder im nachfolgenden Jahr unternahm Hans Schwer einen Neuanfang und gründete die Firma Hans Schwer GmbH, ein Produktionsunternehmen für Muttern und Schrauben. 1956/57 wurde der Firmensitz nach Denkingen verlegt; dort begann die Fertigung von Präzisionsdrehteilen. Als der Unternehmensgründer 1961 verstarb, war die Familie Schwer mit der Fortführung des Produktionsbetriebs überfordert und beschränkte sich auf den Handel; die Gesellschaft firmierte um in Hans Schwer KG und erlebte eine wirtschaftlich schwierige Zeit.
1977 übernahmen die Söhne Bernd und Klaus Schwer – der erstere ein Techniker, der letztere Kaufmann – die Leitung des Unternehmens, das fortan Hans Schwer GmbH hieß, und nahmen die Herstellung von Präzisionsdrehteilen wieder auf. Das Hauptprodukt waren Edelstahl-Bauteile für die Pharmaindustrie. Parallel hierzu entstand ab 1980 der neue Geschäftsbereich Edelstahl-Fittings. In den 1990er Jahren begann die Internationalisierung des Konzerns; erste Produktionsstätten und Vertriebsniederlassungen im Ausland wurden eröffnet. Um 1995 – der neue Bereich Fittings machte inzwischen zwei Drittel des Geschäftsvolumens aus – entschieden sich die Brüder Schwer, ihre Aktivitäten zu trennen. Bernd Schwer übernahm das Fittings-Segment, das in die neue Schwer Fittings GmbH ausgegliedert wurde.

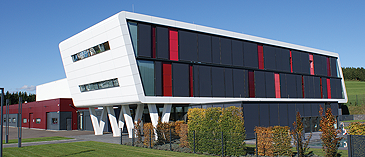
Neue Schwer-Fittings-Zentrale in Denkingen

Schwer Fittings bezog 2011 ein neues Logistik- und Verwaltungszentrum am Hans-Schwer-Platz in Denkingen; die Investition hierfür belief sich auf 5 Millionen Euro. Die holländische Tochtergesellschaft zog 2013 ebenfalls in ein neues Firmengebäude um. Seit 2014 vertreibt Schwer Fittings seine Produkte auch über das Internet, wobei für jede Auslandsniederlassung eine eigene, landessprachliche Website eingerichtet wurde.
2018 wurde das erweiterte Lager in der Hauptstrasse in Denkingen fertiggestellt.
2020 erfolgte die Übergabe der Geschäftsführung an die 3. Generation, Herrn Marco Schwer.

## Konzernstruktur
Tochterunternehmen sind (Stand Juni 2021):
| Ort           | Land                   | Gründung | Anmerkungen              |
| ------------- | ---------------------- | -------- | ------------------------ |
| Annecy        | Frankreich             | 1992     |                          |
| Město Touškov | Tschechien             | 1993     | Produktionsstandort      |
| Warrington    | Vereinigtes Königreich | 1994     |                          |
| Eindhoven     | Niederlande            | 1995     |                          |
| Verona        | Italien                | 1995     |                          |
| Linz          | Österreich             | 1997     |                          |
| Martin        | Slowakei               | 1997     | Produktionsstandort      |
| Aldingen      | Deutschland            | 1998     | Produktionsstandort      |
| Zaragoza      | Spanien                | 1998     |                          |
| Vaajakoski    | Finnland               | 2001     |                          |
| Zürich        | Schweiz                | 2002     | Name: Schwer Fittings AG |
| Lubliniec     | Polen                  | 2002     | Produktionsstandort      |
| Shanghai      | Volksrepublik China    | 2007     |                          |
| Timișoara     | Rumänien               | 2008     |                          |
| Samara        | Russland               | 2008     | geschlossen              |
| Stavanger     | Norwegen               | 2012     |                          |

Außerdem bestehen Verkaufsbüros in Berlin, Hamburg und Hameln.

## Produkte
Schwer Fittings produziert und vertreibt Rohrverbindungen, Rohrverschraubungen, Rohre, Schläuche und Armaturen aus Edelstahl. Das Produktspektrum gliedert sich in die Anwendungsbereiche Hydraulik/Pneumatik, Instrumentation, Vacuum und Sanitärtechnik. Jedes gefertigte Einzelteil wird per Laserbeschriftung mit einer Seriennummer versehen, sodass die Produktion lückenlos rückverfolgbar ist.
Die Produkte kommen unter anderem in der Fluidtechnik, der Hydraulik, der Lebensmittelindustrie und der Pharmaindustrie, der Umwelttechnik, der Automobilindustrie, im Schiffbau und in der Papierindustrie zum Einsatz.

## Sponsoring
Das Unternehmen ist Sponsor des Handball-Erstligisten HBW Balingen-Weilstetten.